# Ivan Vasilyevich Selivanov
Ivan Vasilyevich Selivanov (tiếng Nga: Ива́н Васи́льевич Селива́нов; 19 tháng 11 (lịch cũ: 7 tháng 11) năm 1886 - 23 tháng 2 năm 1942) là một chỉ huy kỵ binh Nga và Liên Xô, từng tham gia Nội chiến Nga, Thế chiến thứ nhất, Chiến tranh Nga-Ba Lan và giai đoạn đầu Chiến tranh Vệ quốc vĩ đại.

## Thời trẻ, Thế chiến thứ nhất và Nội chiến
Ivan Selivanov sinh ngày 19 tháng 11 (tức 7 tháng 11 theo Lịch Julius) năm 1886, tại làng Ovoshchi thuộc quận Novogrigorievsky, tỉnh Stavropol trong một gia đình nông dân. Ông là con cả trong gia đình. Năm 20 tuổi, ông trở thành thợ rèn búa ở làng quê, đồng thời làm thuê, đào đất và lính cứu hỏa. Ở tuổi trưởng thành, ông mới bắt đầu học vỡ lòng bằng cách đọc sách của em trai mình.
Năm 1909, ông bị trưng ngũ, phục vụ trong quân đội Nga hoàng trong thời gian 4 năm. Selivanov được phân về phục vụ tại Trung đoàn long ky binh 17 Nizhny Novgorod. Năm 1913, sau khi hoàn thành nghĩa vụ quân ngũ, ông trở về lang và làm thợ máy tại một nhà máy. Khi Thế chiến thứ nhất bùng nổ, năm 1914, Selivanov lại được điều động ra mặt trận. Ông phục vụ trong tiểu đoàn 52 pháo binh, thăng dần lên cấp bậc hạ sĩ trong quân đội Sa hoàng.
Sau Cách mạng Tháng Hai, ông được bầu làm ủy viên binh sĩ. Nhưng ngay sau đó, cùng với các thành viên khác của ủy ban, ông bị bắt bởi đại diện của các sĩ quan phản cách mạng và bị tòa án vũ trang kết án tử hình. Do những sự kiện của Cách mạng Tháng Mười, Selivanov và toàn bộ ủy ban may mắn được cứu thoát khỏi cái chết.
Tháng 2 năm 1918, Selivanov rời quân đội và trở về làng quê hương Ovoschi. Được bầu làm ủy viên hội đồng làng, phó ban ruộng đất, ông cũng thành lập một biệt đội Cận vệ Đỏ tại làng quê của mình để chống lại các băng nhóm phản cách mạng. Ông là một người tham gia tích cực vào Nội chiến. Tháng 7 năm 1918, ông gia nhập Hồng quân. Trong những năm đầu của cuộc chiến (1918 - 1919), ông lần lượt thăng dần các chức vụ từ sơ cấp lên chỉ huy cấp trung đoàn trong Trung đoàn kỵ binh 1 thuộc Sư đoàn kỵ binh số 1 Stavropol.
Từ tháng 4 năm 1919, Selivanov chỉ huy Trung đoàn kỵ binh 33 thuộc Sư đoàn kỵ binh số 6. Vào mùa xuân và mùa hè năm 1919, tại vùng Tsaritsyn và Astrakhan, ông đã chiến đấu với quân Bạch vệ Kavkaz của tướng Denikin và Mamontov. Sau đó, ông tham gia vào các chiến dịch Voronezh-Kastornenskaya, Kharkov, Donbass và Rostov-Novocherkassk, cũng như trong trận chiến Egorlyk. Selivanov không chỉ được biết đến như một chỉ huy tài ba của các đơn vị kỵ binh mà còn là một chiến binh dũng cảm và mạnh mẽ. Trong những năm nội chiến, ông đã 9 lần bị thương.
Tháng 5 năm 1920, Selivanov được cử đến mặt trận Xô viết-Ba Lan, và vào tháng 10, ông đã chiến đấu ở mặt trận phía nam ở Krym chống lại quân đội của tướng Wrangel. Trong cùng năm đó, ông gia nhập CPSU (b).

## Thời kỳ giữa các cuộc chiến
Kể từ đầu thập niên 1920, Hồng quân đã trải qua sự thiếu hụt nghiêm trọng các chuyên gia quân sự có trình độ, những anh hùng có khả năng trong cuộc nội chiến đã được gửi đến các khóa học quân sự. Vì vậy, từ tháng 12 năm 1921, Selivanov đã nằm trong nhóm dự bị tại Học viện Quân sự của Hồng quân.
Ngày 5 tháng 6 năm 1921, theo lệnh của Hội đồng Quân sự Cách mạng RSFSR số 190, vì những nghĩa vụ quân sự xuất sắc trong Nội chiến, Selivanov đã được trao tặng Huân chương Cờ đỏ.
Sau khi hoàn thành các khóa học vào năm 1923, ông không vào học viện mà được cử đi đến các đơn vị. Tháng 8 năm 1923, ông được cử đến Gomel giữ chức vụ chỉ huy Lữ đoàn kỵ binh số 1 thuộc Sư đoàn kỵ binh Chongar số 6 của Phương diện quân Tây, được đổi tên thành Quân khu phía Tây vào tháng 4 năm 1924.
Từ tháng 10 năm 1924, Selivanov theo học các Khóa đào tạo nâng cao dành cho chỉ huy cao cấp, mà ông tốt nghiệp năm 1925. Từ tháng 8 năm 1925,ông là chỉ huy Lữ đoàn 1 kỵ binh thuộc Sư đoàn 6 kỵ binh Chongar. Cùng năm đó, ông được trao tặng Huân chương Cờ đỏ lần thứ hai. Vào tháng 5 năm 1927, ông được điều động đến Quân khu Bắc Kavkaz, đến thành phố Novocherkassk, nơi ông đảm nhận chức vụ chỉ huy Lữ đoàn 3 kỵ binh thuộc Sư đoàn 5 kỵ binh.
Ngày 22 tháng 2 năm 1930, theo lệnh của Hội đồng Quân nhân Cách mạng Liên Xô số 153 "Về việc khen thưởng quân nhân", do Dân ủy Quân đội và Hải quân, Chủ tịch Hội đồng Quân nhân Cách mạng Kliment Voroshilov ký, Selivanov được trao tặng Huân chương Cờ đỏ lần thứ ba. Cùng trong đợt này, nhiều chỉ huy xuất sắc khác cũng được tặng thưởng Huân chương Cờ đỏ lần thứ ba như Iosif Apanasenko, Oka Gorodovikov, Yelisey Goryachev, Vasily Kniga, Grigory Kulik, Georgy Mikhailovsky, Dmitry Ryabyshev, Pyotr Strepukhov, Semyon Timoshenko và Ivan Tyulenev...
Tháng 5 năm 1930, Ivan Selivanov được bổ nhiệm làm chỉ huy trưởng lữ đoàn kỵ binh số 9 của Tập đoàn quân đặc biệt Cờ đỏ Viễn Đông (OKDVA).
Từ tháng 10 năm 1931 đến tháng 8 năm 1933, ông đi học lại, bây giờ là sinh viên trong một nhóm đặc biệt của Học viện Quân sự MV Frunze của Hồng quân. Sau khi hoàn thành chương trình học, ông được cử làm chỉ huy và chính ủy Sư đoàn kỵ binh Chongar số 6 nổi tiếng, được biết đến nhiều với ông kể từ thời Nội chiến, lúc đó ông đang đóng quân tại Quân khu Belarus. Từ tháng 7 năm 1934, ông thuộc biên chế của Văn phòng Chỉ huy Hồng quân. 

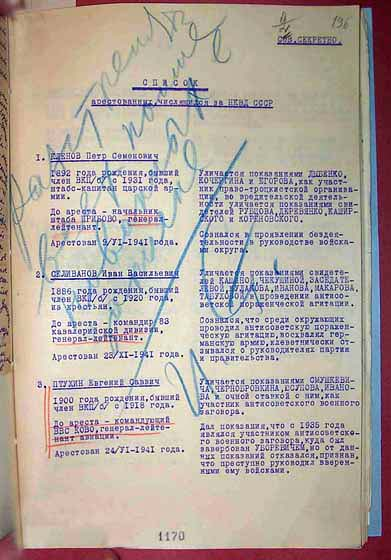
Trang đầu của danh sách "hành quyết" có tên của I.V. Selivanov và bút phê Stalin: "Hãy bắn tất cả những kẻ có tên trong danh sách. I. St.'"

Tháng 1 năm 1935, ông là chỉ huy sư đoàn Uzbek 6 (từ năm 1936 - sư đoàn Uzbek 19) thuộc quân khu Trung Á. Năm 1937, các bộ phận của sư đoàn này được đưa vào lãnh thổ của tỉnh Tân Cương, Trung Quốc để trấn áp cuộc nổi dậy của quân đội chống lại người Duban. Vào thời điểm này, ông cũng được bầu làm Ủy viên dự khuyết Ủy ban Trung ương Đảng Cộng sản (Bolshevik) của Uzbekistan. Từ tháng 8 năm 1939 - chỉ huy Quân đoàn 30 súng trường của Quân khu Oryol.

## Chiến tranh vệ quốc vĩ đại
Vào đầu Chiến tranh Vệ quốc vĩ đại, quân đoàn dưới quyền chỉ huy của Trung tướng Selivanov nằm trong lực lượng dự bị của Đại bản doanh như một phần của Tập đoàn quân 28. Giữa tháng 7 năm 1941, tập đoàn quân này được chuyển sang Mặt trận Các tập đoàn quân dự bị, và vào cuối tháng 7 - đến Phương diện quân Tây.
Tập đoàn quân 28 đã tham gia trận Smolensk, trong đó các đơn vị của Quân đoàn súng trường 30 dưới sự chỉ huy của Selivanov đã đánh các trận phòng thủ ác liệt. Và sau đó họ tham gia phản công chống lại quân Đức từ khu vực Roslavl theo hướng của các thành phố Pochinok và Smolensk. Thành công ngay từ đầu cuộc phản công buộc quân Đức phải tập trung lực lượng lớn chống lại Tập đoàn quân 28 tấn công từ hai bên sườn. Kết quả là một phần lực lượng của tập đoàn quân, bao gồm cả Quân đoàn súng trường 30, đã bị bao vây.
Sau đó, vào đầu tháng 8 năm 1941, quân đoàn dưới sự chỉ huy của Selivanov đã chiến đấu với các trận phòng ngự khốc liệt trong tình trạng bị bao vây ở phía nam các làng Moearchrshchina và Khislavichi của vùng Smolensk. Tháng 8, cơ quan chỉ huy tiền phương của tập đoàn quân bị giải tán, và các đơn vị thoát khỏi vòng vây được chuyển sang tăng cường cho các đơn vị thuộc Phương diện quân Dự bị. Trung tướng Ivan Selivanov cùng với một nhóm binh sĩ đã đột phá khỏi vòng vây và trong một đợt phá vây vào cuối tháng 8 năm 1941, ông đã bị thương.
Từ ngày 5 tháng 9 đến ngày 23 tháng 10 năm 1941, ông là chỉ huy của Sư đoàn kỵ binh số 83 (Samarkand) được thành lập tại Quân khu Trung Á.
Ngày 22 tháng 11 năm 1941, Trung tướng Selivanov bất ngờ bị bắt. Theo biên bản thẩm vấn, ông đã thú nhận các hành vi kích động chống đối, ca ngợi quân đội Đức, và nói xấu các nhà lãnh đạo của đảng và chính phủ. Theo sắc lệnh của Cuộc họp đặc biệt của NKVD Liên Xô ngày 13 tháng 2 năm 1942, "vì kích động chống Liên Xô có tính chất đào ngũ", ông đã bị kết án, và vào ngày 23 tháng 2 cùng năm, ông bị xử bắn.
Theo quyết định của Hội đồng quân sự Tòa án Tối cao Liên Xô ngày 4 tháng 9 năm 1954, vụ án đối với Ivan Vasilyevich Selivanov đã được hủy bỏ, ông được phục hồi danh dự.

## Cấp bậc quân sự
- Lữ đoàn trưởng (Kombrig; 26/11/1935)
- Sư đoàn trưởng (Komdiv; 25/04/1939)
- Trung tướng (04/06/1940)

## Giải thưởng
- Ba Huân chương Cờ đỏ (05/06/1921[3], 13/07/1925, 22/02/1930[4])